# Un anno d'amore/Era vivere
Un anno d'amore/Era vivere è il 70° singolo di Mina, pubblicato ad aprile del 1965 su vinile a 45 giri dall'etichetta Ri-Fi.

## Il disco
Ristampa con identica copertina, ma di colore verde, del singolo Un anno d'amore/E se domani di fine 1964 con sostituzione della canzone sul lato B.
Arrangiamenti, orchestra e direzione orchestrale di Augusto Martelli.
Entrambi i brani fanno parte dell'album Studio Uno pubblicato il mese prima.
Era vivere sarà inserito anche nella raccolta Mina & Gaber: un'ora con loro (ottobre 1965) e filmato per i  caroselli Barilla.

## Tracce
Edizioni musicali: Settebello
Lato A
1. Un anno d'amore (C'est irreparable) – 3:10 (testo: Mogol, Alberto Testa – musica: Nino Ferrer)

Lato B
1. Era vivere – 2:23 (testo: Alberto Testa – musica: Augusto Martelli, Bruno Martelli)